# Edna Jiménez
Edna Esmeralda Jiménez Villalba (ur. 2006) – meksykańska zapaśniczka walcząca w stylu wolnym. Srebrna medalistka mistrzostw panamerykańskich w 2024. Trzecia na mistrzostwach panamerykańskich U-23 w 2025. Pierwsza na mistrzostwach panamerykańskich kadetów w 2023 i druga w 2022 roku.